# Norichio Nieveld
Norichio Nieveld ('s-Hertogenbosch, 25 april 1989) is een voormalig Nederlandse profvoetballer van Surinaamse afkomst die bij voorkeur als verdediger speelde.

## Clubcarrière
Nieveld komt uit de jeugd van Feyenoord en maakte op 1 februari 2009 als basisspeler zijn eredivisiedebuut in de uitwedstrijd tegen N.E.C.. Op zondag 8 februari 2009 speelde hij zijn 3e wedstrijd voor Feyenoord (tegen FC Groningen) maar kreeg in die wedstrijd zijn eerste rode kaart in de 42e minuut voor een zeer agressieve tackle op Groningen-speler Koen van de Laak. Door kenners wordt hij dan al gezien als de nieuwe Henk Fräser. Voor de overtreding kreeg hij 3 duels schorsing.
Nieveld speelde na 2009 drie jaar op huurbasis bij Excelsior en tekende op 27 juli 2012 een contract voor een jaar met een optie op nog een jaar bij promovendus PEC Zwolle.
Op 14 juli 2013 tekent hij bij FC Eindhoven, dat Jean-Paul de Jong als nieuwe trainer had aangesteld. Na twee seizoenen bij FC Eindhoven pikte Go Ahead Eagles hem transfervrij op.
Na twee jaar in Deventer kon Nieveld wederom op zoek naar een nieuwe club. Eind juli 2017 was de clubloze verdediger even op proef bij VVV-Venlo, maar hij wenste daar niet als back-up te dienen achter Nils Röseler en Jerold Promes. In januari 2018 vervolgde Nieveld zijn loopbaan bij FC Oss.

## Interlandcarrière
Op 26 december 2014 debuteerde Nieveld voor het Surinaamse nationale elftal tegen W Connection, de kampioen van Trinidad en Tobago. De oefenwedstrijd eindigde in een 1-1 gelijkspel. Het doelpunt voor Suriname werd gemaakt door Nieveld zelf.

## Carrièrestatistieken
| Seizoen         | Club            | Competitie      | Competitie | Competitie | Beker | Beker | Playoff | Playoff | Totaal | Totaal |
| Seizoen         | Club            | Competitie      | Wed.       | Dlp.       | Wed.  | Dlp.  | Wed.    | Dlp.    | Wed.   | Dlp.   |
| --------------- | --------------- | --------------- | ---------- | ---------- | ----- | ----- | ------- | ------- | ------ | ------ |
| 2008/09         | Feyenoord       | Eredivisie      | 3          | 0          | 0     | 0     | 0       | 0       | 0      | 0      |
| 2009/10         | → Excelsior     | Eerste divisie  | 36         | 3          | 2     | 1     | 4       | 1       | 42     | 5      |
| 2010/11         | → Excelsior     | Eredivisie      | 33         | 0          | 2     | 1     | 4       | 0       | 39     | 1      |
| 2011/12         | → Excelsior     | Eredivisie      | 27         | 0          | 2     | 0     | —       | —       | 29     | 0      |
| 2012/13         | PEC Zwolle      | Eredivisie      | 4          | 0          | 0     | 0     | —       | —       | 4      | 0      |
| 2013/14         | FC Eindhoven    | Eerste divisie  | 36         | 3          | 2     | 0     | 2       | 0       | 40     | 3      |
| 2014/15         | FC Eindhoven    | Eerste divisie  | 36         | 1          | 1     | 0     | 2       | 0       | 39     | 1      |
| 2015/16         | Go Ahead Eagles | Eerste divisie  | 15         | 0          | 1     | 0     | 4       | 0       | 20     | 0      |
| 2016/17         | Go Ahead Eagles | Eredivisie      | 13         | 0          | 1     | 0     | —       | —       | 14     | 0      |
| 2017/18         | TOP Oss         | Eerste Divisie  | 12         | 1          | 0     | 0     | —       | —       | 12     | 1      |
| 2018/19         | TOP Oss         | Eerste Divisie  | 35         | 2          | 2     | 0     | 2       | 0       | 39     | 2      |
| Carrière totaal | Carrière totaal | Carrière totaal | 250        | 10         | 13    | 2     | 18      | 1       | 278    | 13     |